# Остин Деј
Остин Дарен Деј (енгл. Austin Darren Daye; Ервајн, Калифорнија, 5. јун 1988) амерички је кошаркаш. Игра на позицијама крила и крилног центра.

## Успеси

### Клупски
- Сан Антонио спарси:
  - НБА лига (1): 2013/14.
- Рејер Венеција Местре:
  - ФИБА Куп Европе (1): 2017/18.
  - Куп Италије (1): 2020.
  - Првенство Италије (1): 2018/19.

### Појединачни
- Најкориснији играч финала Првенство Италије (1): 2018/19.
- Најкориснији играч Купa Италије (1): 2020.